# Roman Païs
Het Roman Païs (letterlijk in het Nederlands : Romaanse Land) is een streek in België in de provincie Waals-Brabant. 

## Historisch

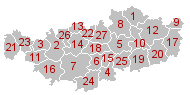
Volgens het Maison du Tourisme du Roman Païs beperkt het gebied zich tot de volgende gemeenten : Rebecq (21), Tubeke (23), Kasteelbrakel (3), Itter (11) en Nijvel (16)

De benaming Roman Païs duidt sedert de 12de eeuw het zuiden van het vroegere hertogdom Brabant aan, met Nijvel als voornaamste stad.  Het verwijst naar de Romaanse taal (Waals of Frans), die er gesproken wordt, in tegenstelling tot de Germaanse taal (Diets of Nederlands) die historisch domineerde in de rest van Brabant.
De belangrijkste functionaris van de hertogen van Brabant was de Grand Bailli du Roman Païs. Dit baljuwschap van Romaans-Brabant zetelde in Genepiën.

## Tegenwoordig
Het Maison du Tourisme du Roman Païs beperkt het gebied tot de vijf meest westelijke gemeenten van Waals-Brabant (zie kaartje hiernaast).  Merkwaardig genoeg hoort een deel van dit gebied historisch bij het graafschap Henegouwen.  
- Zie : Maison du Tourisme du Roman Païs